# Santiago Challenger 2022
Il Santiago Challenger 2022 è stato un torneo maschile di tennis professionistico. È stata la 18ª edizione del torneo, facente parte della categoria Challenger 80 nell'ambito dell'ATP Challenger Tour 2022. Si è svolto dal 7 al 13 marzo 2022 sui campi in terra rossa del Club Manquehue di Vitacura, nella Regione Metropolitana di Santiago in Cile.

## Partecipanti

### Teste di serie
| Nazionalità | Giocatore                  | Ranking* | Testa di serie |
| ----------- | -------------------------- | -------- | -------------- |
| Rep. Ceca   | Jiří Lehečka               | 94       | 1              |
| Cile        | Alejandro Tabilo           | 98       | 2              |
| Bolivia     | Hugo Dellien               | 103      | 3              |
| Perù        | Juan Pablo Varillas        | 116      | 4              |
| Argentina   | Tomás Martín Etcheverry    | 124      | 5              |
| Argentina   | Juan Ignacio Londero       | 132      | 6              |
| Cile        | Nicolás Jarry              | 146      | 7              |
| Cile        | Marcelo Tomás Barrios Vera | 149      | 8              |

* Ranking al 28 febbraio 2022.

### Altri partecipanti
I seguenti giocatori hanno ricevuto una wild card per il tabellone principale:
- Ignacio Becerra
- Daniel Antonio Núñez
- Diego Fernández Flores

I seguenti giocatori sono passati dalle qualificazioni:
- Evan Furness
- Paul Jubb
- Hernán Casanova
- Juan Bautista Torres
- Matteo Martineau
- Facundo Juárez

Il seguente giocatore è entrato in tabellone come lucky loser:
- Daniel Dutra da Silva

## Punti e montepremi
| Torneo    | Torneo              | V     | F     | SF    | QF    | 2T  | 1T  | Q | Q2  | Q1  |
| Singolare | Punti               | 80    | 48    | 29    | 15    | 7   | 0   | 4 | 2   | 0   |
| Singolare | Premi in denaro ($) | 7 200 | 4 240 | 2 510 | 1 460 | 860 | 520 | – | 260 | 130 |
| Doppio    | Punti               | 80    | 48    | 29    | 15    | –   | 0   | – | –   | –   |
| Doppio    | Premi in denaro ($) | 3 100 | 1 800 | 1 080 | 640   | –   | 360 | – | –   | –   |

## Campioni

### Singolare
Hugo Dellien ha sconfitto in finale  Alejandro Tabilo con il punteggio di 6–3, 4–6, 6–4.

### Doppio
Diego Hidalgo /  Cristian Rodríguez hanno sconfitto in finale  Pedro Cachín /  Facundo Mena con il punteggio di 6–4, 6–4.